# فريدريك إس. جيبس
فريدريك إس. جيبس (بالإنجليزية: Frederick S. Gibbs)‏ هو سياسي أمريكي، ولد في 22 مارس 1845، وتوفي في 21 سبتمبر 1903. حزبياً، نشط في الحزب الجمهوري. وقد انتخب عضو جمعية ولاية نيويورك وانتخب عضو مجلس ولاية نيويورك.